# Chataing
Chataing TV (abreviado como CHTNG, simplemente Chating) fue un programa de televisión venezolano en formato late night show, producido por la cadena Televen y conducido por Luis Chataing, emitido desde 2012 hasta 2014.

## Formato
Los primeros 30 minutos del programa eran de actualidad, sátira política casi siempre referida al Gobierno, alguna noticia referente al día, o algún tema en específico. Esto era acompañado por un panel de periodistas y humoristas que eran Alex Gonçalves, Jean Mary Currò, Led Varela, José Rafael Guzmán y Manuel Silva, quienes en ocasiones sustituían a Chataing cuando este no se podía presentar en el programa. Los libretos estaban a cargo de Amaris Páez como Jefa de Guionistas, Led Varela, Manuel Silva y José Rafael Guzmán.
El segundo bloque pasaba a sketches o situaciones a cargo de los reporteros. Luego un bloque de entrevistas y finalmente el último bloque llamado "Las Noticias de Mañana". 

## Entrevistas
La mayoría de los entrevistas eran a famosas personalidades de la Farándula tanto nacionales como Maite Delgado quien fue su primera invitada, Erika de la Vega, Diosa Canales, Chino y Nacho, Sheryl Rubio, entre otros, e internacionales como el cantante Juanes,  J Balvin y el grupo Il Volo. También ha entrevistado a personalidades de la política venezolana como Henrique Capriles Radonski y Benjamín Rausseo.

## Historia

### Antecedentes
Diez años tenía Chataing alejado de la pantalla chica de Televen, donde condujo el programa Ni tan tarde junto con Érika de la Vega para audiencias juveniles. Pero no fue esta su último intento en la televisión. Luego vendría Así lo veo, por Globovisión, cuyos números de audiencia terminaron por sacarlo de la televisión. Y posteriormente vino Ya es 1/2 día en China, que corrió con la misma suerte en Sony Entertainment. La idea es suceder el formato de late show tradicional como el que se venía haciendo en México con Sony es como una readaptación con un formato más noticioso.

### Estreno
Fue estrenado el 9 de abril de 2012 en el horario estelar de las 12:00 am, teniendo como primera invitada a Maite Delgado. En 2014, pasa al horario de las 11:00 pm.

### Salida del aire
El 10 de junio de 2014, Luis Chataing comunicó a sus seguidores que el programa saldría del aire por presuntas "presiones del gobierno" hacia el canal Televen para sacar el programa. Para el programa que se emitiría ese día, y que nunca salió al aire, el conductor tendría como invitados a Hany Kauam y Judy Buendía, así como anclas de Meridiano Televisión para hablar sobre el Mundial de Fútbol 2014.

## Premios
- Premios Inter 2012: Mejor Animador, Luis Chataing, 1.er finalista.[6]
- Premios Inter 2013: Mejor Talk Show, Ganador.[7]

## Fuera del aire
La respuesta del animador y su equipo al finalizar el programa fue realizar una corta gira nacional por varias ciudades para despedirse de la audiencia a la que le fue negada la opción de verlos en pantalla chica.
Realizada esta gira, el 28 de noviembre de 2014 se lanza al cine un clase de largometraje llamado "Fuera del aire", dirigida por Héctor Palma y Antonio Martin. La película logró ser la más vista por más de 281 mil personas durante su corrida comercial, y a su vez dio críticas positivas.